# (89959) 2002 NT7
(89959) 2002 NT7 — околоземный астероид из группы аполлонов, который характеризуется крайне высокими значениями наклона орбиты к плоскости эклиптики и её эксцентриситетом, из-за чего он пересекает орбиту и Земли, и Марса. Он был открыт 9 июля 2002 года в рамках американской программы по поиску околоземных астероидов LINEAR в обсерватории Сокорро. На данный момент не имеет собственного имени.
Сразу после открытия, по Палермской шкале оценки технической опасности (Palermo Technical Impact Hazard Scale) астероиду был присвоен положительный рейтинг (0,06), так как предполагалось, что он столкнётся с Землёй 1 февраля 2019 года. По состоянию на 25 июля 2002 года, рейтинг опасности по шкале Палермо был снижен до −0,25, а на 1 августа 2002 года (89959) 2002 NT7 был удалён из системы мониторинга опасных для Земли объектов Sentry Risk Table.
Дальнейшие наблюдения за астероидом позволили установить, что 13 января 2019 года астероид благополучно пройдёт в 0,4078 а. е. (61,01 млн км) от Земли. А спустя год 30 января 2020 года ожидается тесное сближение 0,02718 а. е. (4,066 млн км) 2002 NT7 с астероидом (2) Паллада.

## Описание
2002 NT7 стал первым объектом, наблюдаемым программой NEO НАСА, которому присвоен положительный рейтинг как по шкале Торино, так и по шкале технической опасности удара Палермо, для потенциального воздействия на 1 февраля 2019 года. Он был обнаружен 9 июля 2002 года исследовательской группой Линкольн Околоземных астероидов (LINEAR) на экспериментальном испытательном полигоне лаборатории США Линкольн вблизи Сокорро, штат Нью-Мексико.
Несмотря на подстрекательские сообщения прессы, объект имел «низкую вероятность» удара, примерно один на миллион. Дальнейшие наблюдения объекта быстро пересчитали угрозу ниже. 25 июля 2002 года рейтинг опасности по шкале Палермо был снижен до −0,25. Однако открытие объекта с начальной оценкой опасности Палермо 0,06 было историческим событием для программы наблюдения за ОСЗ.
29 июля 2002 года влияние на 1 февраля 2019 года было исключено. Следовательно, 1 августа 2002 года NT7 была удалена из таблицы рисков часового. Теперь известно, что 13 января 2019 года астероид безопасно пройдёт 0,4078 а. е. (61,010,000 км; 37,910,000 миль) от Земли.
30 января 2020 года астероид пройдёт 0.02718 а. е. (4.066.000 км; 2.527.000 миль) от 2 Паллада.